# Agape
|  | No s'ha de confondre amb àgape. |

Agape és un gènere de lepidòpters ditrisis de la família dels erèbids (Erebidae), subfamília Aganainae.

## Espècies
El gènere Agape inclou dues espècies:
- Agape arctioides Butler, 1887
- Agape chloropyga (Walker, 1854)